# Blaxploitation
El blaxploitation, o filmes de explotación negra, fue un movimiento cinematográfico que tuvo lugar en los Estados Unidos a principios de los años 1970 con la comunidad afroamericana como protagonista principal y que consistió en un boom de cine negro con bandas sonoras de conocidos artistas de la época. La escena clásica del blaxploitation es la persecución de coches por la ciudad con música funk de fondo.
Este tipo de cine nació en medio del gran éxito del cine de explotación y tenía como audiencia potencial público de raza negra de entorno urbano, aunando las características generales de varios subgéneros exploitation, como el sexploitation, el stoner, el shock exploitation, etc.
Esta década dorada del cine afroamericano es el fruto de un crecimiento progresivo tanto del público como de los artistas negros en los Estados Unidos. Hasta los años 1950, las películas hechas por negros y para negros estaban relegadas a una especie de gueto cinematográfico que recibió el nombre de race movies. Ya en los años 1950, la industria permite a algunos actores negros alguna pequeña incursión en sus filmes, casi siempre en papeles secundarios. Uno de los actores más célebres de esta época fue Sidney Poitier.
Una década más tarde, los movimientos sociales de los negros, capitaneados primero por los Black Power y a mediados de la década de 1960 por los Black Panthers (Panteras Negras), fueron generando un hervidero cultural que se convertiría en el caldo de cultivo del blaxploitation. Algunos novelistas negros criticaron abiertamente los métodos violentos de estos grupos, parodiándolos e ironizando sobre ellos, de manera que por primera vez la cultura afroamericana se rebatía a sí misma.
En este contexto, en 1970 fue llevada al cine la novela Cottom Comes to Harlem, de Chester Himes, de la mano de Ossie Davis. Una historia ambientada en el Harlem, protagonizada por actores negros y con una banda sonora de funk-soul. Este sería el embrión de la obra destinada a dar el pistoletazo de salida definitiva al género: Las noches rojas de Harlem (Gordon Parks, 1971). En ella, un apuesto y viril detective, interpretado por Richard Roundtree, recorría las calles del Harlem buscando a la hija de un conocido capo local, tarea para la cual, por otra parte, no renunciaba a emplear los métodos más expeditivos. En ésta se asentaban ya todas las características, que más tarde se convertirían en tópicos, del género. Pelos a lo afro, gafas inmensas y pantalones acampanados. Aun así, en ella todavía no aparecía quien terminaría siendo la musa absoluta del blaxploitation, Pam Grier, la protagonista de Jackie Brown (dirigida por un reconocido fanático del género, Quentin Tarantino).

## El movimiento musical
El término 'blaxploitation' se identifica también con el género musical que constituían las bandas sonoras de dichas películas. Algunos de los principales artífices del género fueron Curtis Mayfield, Isaac Hayes, Roy Ayers, Bobby Womack y James Brown.

### Discografía seleccionada
| Título del álbum        | Autor           | Año  |
| ----------------------- | --------------- | ---- |
| Superfly                | Curtis Mayfield | 1972 |
| Slaughter's Big Rip-off | James Brown     | 1973 |
| Shaft                   | Isaac Hayes     | 1971 |
| Coffy OST               | Roy Ayers       | 1973 |
| Black Caesar            | James Brown     | 1973 |